# Fragment af et imperium
Fragment af et imperium (russisk: Обломок империи) er en sovjetisk film fra 1929 af Fridrich Ermler.

## Medvirkende
- Fjodor Nikitin som Filimonov
- Jakov Gudkin
- Ljudmila Semjonova
- Valerij Solovtsov
- Emil Gal